# Phoenix Suns 1979-1980
La stagione NBA 1979-1980 fu la 12ª stagione della storia dei Phoenix Suns che si concluse con un record di 55 vittorie e 27 sconfitte nella regular season, il 3º posto nella Pacific Division, e il 4º posto nella Western Conference.
Nei playoff del 1980 dopo aver battuto al primo turno i Kansas City Kings, perse nelle semifinali di conference contro i Los Angeles Lakers, futuri campioni NBA.

## Draft
| Giro | Scelta | Giocatore | Posizione | Nazionalità | Università/Club |
| ---- | ------ | --------- | --------- | ----------- | --------------- |
| 1    | 22     | Kyle Macy | playmaker | Stati Uniti | Kentucky        |

## Regular season
| Squadra                | V  | P  | %    | GB |
| ---------------------- | -- | -- | ---- | -- |
| Los Angeles Lakers C   | 60 | 22 | 73,2 | -  |
| Seattle SuperSonics    | 56 | 26 | 68,3 | 4  |
| Phoenix Suns           | 55 | 27 | 67,1 | 5  |
| Portland Trail Blazers | 38 | 44 | 46,3 | 22 |
| San Diego Clippers     | 35 | 47 | 42,7 | 25 |
| Golden State Warriors  | 24 | 58 | 29,3 | 36 |

## Play-off

### Primo turno
Gara 1
| 2 aprile 1980 | Phoenix Suns | 96 – 93 | Kansas City Kings |  |

Gara 2
| 4 aprile 1980 | Kansas City Kings | 106 – 96 | Phoenix Suns |  |

Gara 3
| 6 aprile 1980 | Phoenix Suns | 114 – 99 | Kansas City Kings |  |

### Semifinali di Conference
Gara 1
| 8 aprile 1980 | Los Angeles Lakers | 119 – 110 TS | Phoenix Suns |  |

Gara 2
| 9 aprile 1980 | Los Angeles Lakers | 131 – 128 TS | Phoenix Suns |  |

Gara 3
| 11 aprile 1980 | Phoenix Suns | 105 – 108 | Los Angeles Lakers |  |

Gara 4
| 13 aprile 1980 | Phoenix Suns | 127 – 101 | Los Angeles Lakers |  |

Gara 5
| 15 aprile 1980 | Los Angeles Lakers | 126 – 101 | Phoenix Suns |  |

## Roster
| N°    | Naz.                   | Ruolo | Sportivo       | Anno | Alt. | Peso |
| ----- | ---------------------- | ----- | -------------- | ---- | ---- | ---- |
| 6     | Stati Uniti (bandiera) | GA    | Walter Davis   | 1954 | 198  | 88   |
| 10    | Stati Uniti (bandiera) | G     | Don Buse       | 1950 | 193  | 86   |
| 12-22 | Stati Uniti (bandiera) | G     | Johnny High    | 1957 | 191  | 84   |
| 14    | Stati Uniti (bandiera) | GA    | Alvin Scott    | 1955 | 201  | 84   |
| 21    | Stati Uniti (bandiera) | AC    | Truck Robinson | 1951 | 201  | 102  |
| 23    | Stati Uniti (bandiera) | G     | Mike Bratz     | 1955 | 188  | 84   |
| 24    | Stati Uniti (bandiera) | A     | Gar Heard      | 1948 | 198  | 99   |
| 33    | Stati Uniti (bandiera) | AC    | Alvan Adams    | 1954 | 206  | 95   |
| 44    | Stati Uniti (bandiera) | G     | Paul Westphal  | 1950 | 193  | 88   |
| 45    | Stati Uniti (bandiera) | AC    | Jeff Cook      | 1956 | 208  | 98   |
| 50    | Stati Uniti (bandiera) | AC    | Joel Kramer    | 1955 | 201  | 92   |
| 53    | Stati Uniti (bandiera) | AC    | Rich Kelley    | 1953 | 213  | 107  |

## Staff tecnico
- Allenatore: John MacLeod
- Vice-allenatori: Al Bianchi, John Wetzel
- Preparatore atletico: Joe Proski

### Arrivi/partenze
Mercato e scambi avvenuti durante la stagione:
Arrivi
| N° | Naz. | Ruolo | Sportivo |  | Alt. |  |
| -- | ---- | ----- | -------- |  | ---- |  |

Partenze
| N° | Naz. | Ruolo | Sportivo |  | Alt. |  |
| -- | ---- | ----- | -------- |  | ---- |  |

## Premi e onorificenze
- Paul Westphal incluso nell'All-NBA First Team
- Don Buse incluso nell'All-Defensive First Team